# Lago di Corbara Merlot
Il Lago di Corbara Merlot è un vino DOC la cui produzione è consentita nella provincia di Terni.

## Caratteristiche organolettiche
- colore: rosso rubino intenso
- odore: caratteristico, intenso
- sapore: pieno, vellutato, con ricordi di frutta

## Storia
L'istituzione nel 1998 della DOC "Lago di Corbara" è stato l'esplicito riconoscimento della qualità dei vini rossi prodotti dai viticoltori della zona che circonda il lago.
Le cantine che si sono riunite nel Consorzio di tutela del Lago di Corbara sono cinque: Barberani, Decugnano dei Barbi, Falesco, Salviano e Tenuta di Corbara.

## Produzione
Provincia, stagione, volume in ettolitri
- nessun dato disponibile